# أندي بارنز
أندي بارنز (بالإنجليزية: Andy Barnes)‏ هو لاعب كرة قدم بريطاني في مركز الهجوم، ولد في 31 مارس 1967 في كرويدون في المملكة المتحدة، وتوفي في 30 نوفمبر 2017. لعب مع كريستال بالاس ونادي كارلايل يونايتد.